# Манжетка винно-красная
Манжетка винно-красная (лат. Alchemilla vinacea) — многолетнее растение рода Манжетка семейства Розовые (Rosaceae).

## Ботаническое описание
Стебли 5-25 см высотой.
Прилистники стеблевых листа пальчато-раздельные, интенсивного винно-красного цвета. Осенью все растение приобретает темно-красную окраску.

## Распространение
Эндемик горного Крыма, растёт на горных лугах, яйлах и лесах.